# Botschaft Panamas in Berlin

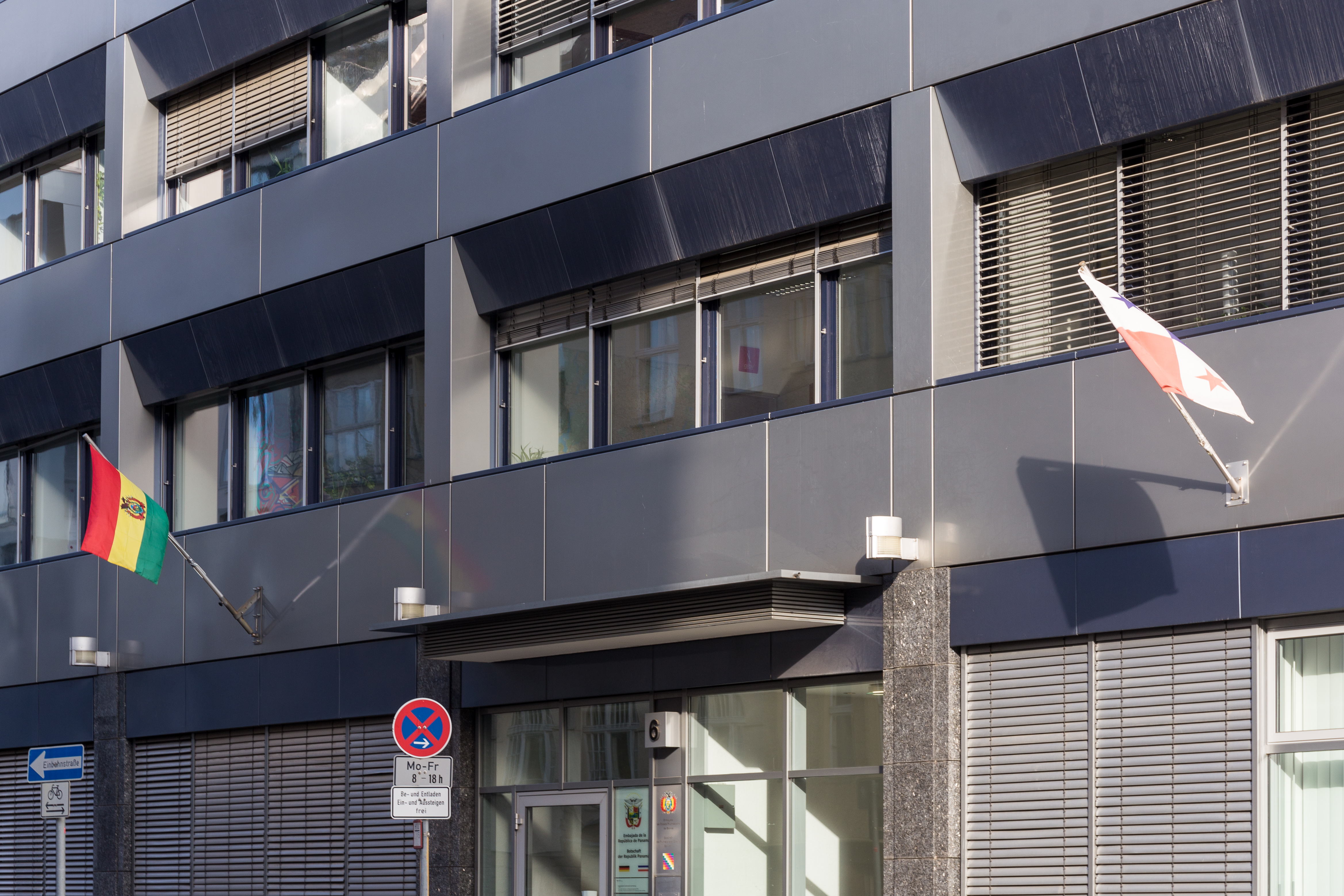
Botschaftsgebäude Wichmannstraße 6

Die Botschaft Panamas in Berlin ist die diplomatische Vertretung der Republik Panama in Deutschland. Sie befindet sich in der Wichmannstraße 6 im Ortsteil Tiergarten des Bezirks Mitte.
Botschafter ist seit dem 22. November 2024 Vladimir Adolfo Franco Sousa.
Panama unterhält ein Generalkonsulat in Hamburg sowie Honorarkonsulate in Dresden und Wolfratshausen.

## Geschichte der diplomatischen Beziehungen
Am 17. Dezember 1951 nahmen Panama und die Bundesrepublik Deutschland diplomatische Beziehungen auf. Die Botschaft befand sich zuletzt in der Lützowstraße 1 in Bonn-Bad Godesberg. Aufgrund des Umzugs von Bundestag und Regierung nach Berlin verlegte auch die Botschaft Panamas im Jahr 2001 ihren Sitz in die neue deutsche Hauptstadt, zunächst in die Joachim-Karnatz-Allee 45–47 in Berlin-Moabit. Heute (Stand: 2023) befindet sie sich in der Wichmannstraße 6 in Berlin-Tiergarten.
Seit dem 28. Januar 1974 bestanden diplomatische Beziehungen zwischen Panama und der DDR. Sie endeten mit der deutschen Wiedervereinigung im Jahr 1990. Die Botschaft befand sich in einem Wohnhochhaus der Ho-Chi-Minh-Straße 2 (seit 1992 wieder Weißenseer Weg) im Stadtbezirk Lichtenberg in Ost-Berlin.

## Botschafter (seit 2012)
- 2012, 13. April: Juan Porras De La Guardia[6]
- 2016, 6. Januar: Guido Spadafora Mejía[7]
- 2020, 16. September: Enrique Alberto Thayer Hausz[8]
- 2024, 22. November: Vladimir Adolfo Franco Sousa[9]

## Gebäude
Die Botschaft Panamas befindet sich in einem sechsgeschossigen Bürohaus in der Wichmannstraße 6 in Berlin-Tiergarten. Im gleichen Gebäude hat auch die Botschaft Boliviens ihren Sitz.